# Google Duo
Google Duo är en videochatt-app som utvecklats av Google och är tillgänglig för Android samt iOS. Appen tillkännagavs vid Google i/O den 18 maj 2016 tillsammans med Allo, en textchatt-app. Duo lanserades i USA den 16 augusti 2016 och globalt några dagar senare. Appen klättrade upp till nummer ett bland gratisappar på Google Play inom två dagar efter att den släpptes. Duo erbjuder HD 720p-video och så kallad end-to-end-kryptering.